# Giuseppe Gargani

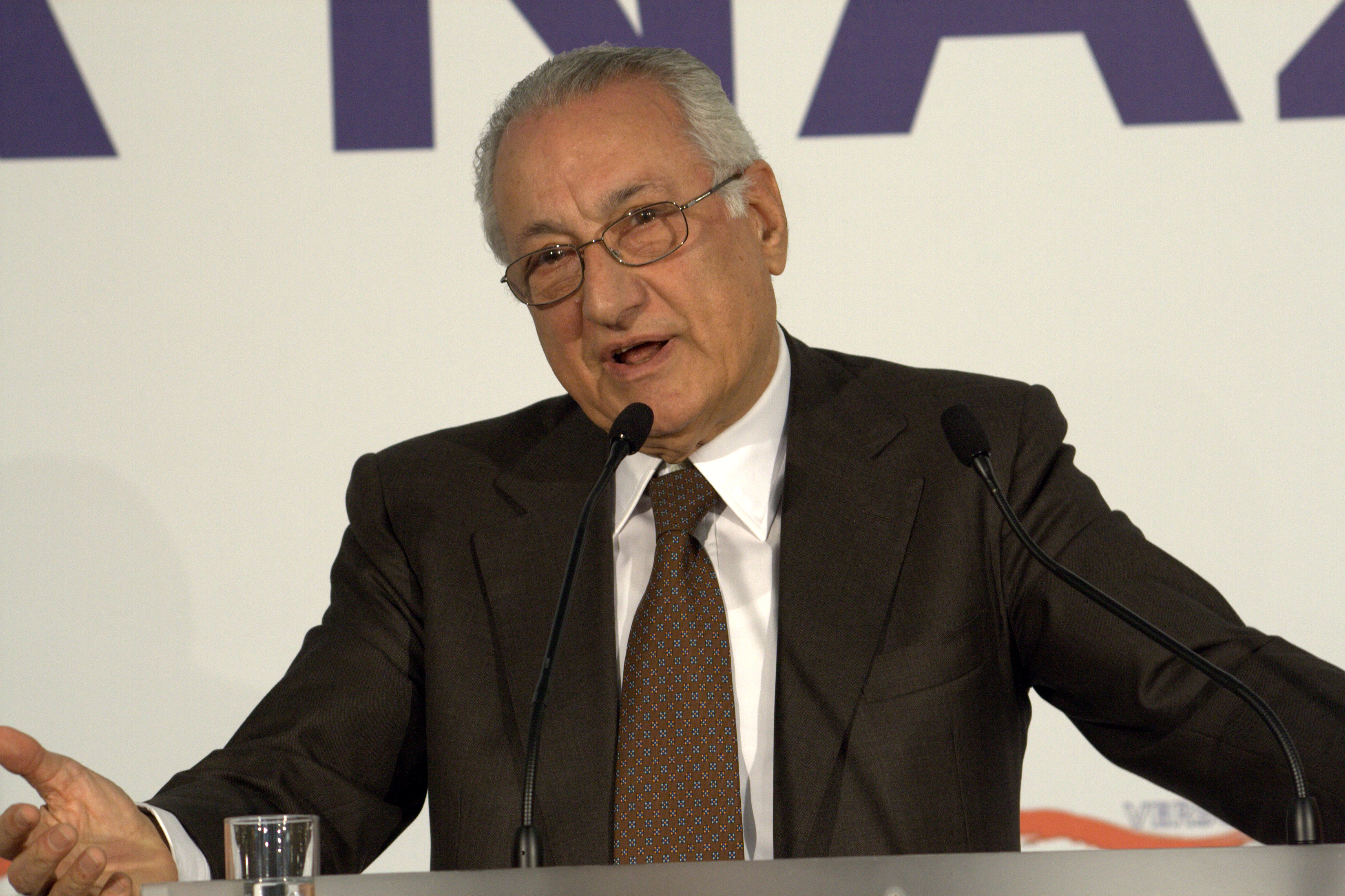
Giuseppe Gargani, 2010

Giuseppe Gargani este un om politic italian, membru al Parlamentului European în perioada 1999-2004 din partea Italiei.
1. 1 2 3  Deputații în Parlamentul European